# Gałdowo
Gałdowo (niem. Goldau) – wieś w Polsce, położona w województwie warmińsko-mazurskim, w powiecie iławskim, w gminie Iława.
| SIMC    | Nazwa      | Rodzaj    |
| ------- | ---------- | --------- |
| 0475140 | Jachimówka | część wsi |
| 0475157 | Owczarnia  | część wsi |

W latach 1975–1998 miejscowość administracyjnie należała do województwa olsztyńskiego.
We wsi kościół z 1603 posiadający boniowaną fasadę i neogotycką wieżę frontową, którą wieńczy krenelaż i hełm wiciowy z 1864.